# Последняя пуля
«Последняя пуля» (англ. The Last Bullet) — австралийский художественный фильм 1995 года о Второй мировой войне режиссёра Майкла Паттинсона.

## Сюжет
Действие фильма происходит в последние дни войны в джунглях Борнео. Два японских солдата чудом уцелели после самоубийственной атаки и пытаются пробиться к своим. По пути они натыкаются на отделение австралийских солдат и вступают с ними в бой. После ожесточённой схватки в живых остаются только двое — японский снайпер Итиро Ямамура и молодой австралиец Стэнли Бреннан…

## В ролях
- Джейсон Донован / Чарльз Тингвелл[англ.] — Стэнли Бреннан
- Кодзи Тамаки[англ.] / Хидэо Мурота — Итиро Ямамура
- Дэниэл Ригни — Эллиот
- Кадзухиро Мурояма — Кураки
- Роберт Тейлор — сержант Колдуэлл
- Стивен Холл[англ.] — Фицджеральд
- Энтони Хейз — Джеймс
- Джонатан Брукс — Томас
- Дэниэл Робертс — Уильямс